# آرماندو ایتزو
آرماندو ایتزو (ایتالیایی: Armando Izzo؛ زادهٔ ۲ مارس ۱۹۹۲) بازیکن فوتبال اهل ایتالیا است که برای باشگاه تورینو بازی می‌کند.

## باشگاهی
از باشگاه‌هایی که در آن بازی کرده‌است می‌توان به ناپولی، تریستیانا، آولینو، جنوآ و تورینو اشاره کرد.